# Michaela Škultéty
Michaela Škultéty (* 14. prosince 1972 Praha) je česká překladatelka z němčiny. Zaměřuje se na současnou německojazyčnou literaturu a na beletrii pro děti a mládež.

## Biografie
Je nositelkou Čestné listiny IBBY 2014 za Českou republiku v kategorii překladatelů, laureátkou Zlaté stuhy za knihy pro děti a mládež, dvojnásobnou laureátkou překladatelské soutěže Jiřího Levého i tvůrčího ocenění v rámci Ceny Josefa Jungmanna. Dlouhodobě spolupracuje s Goethe-Institutem v Praze. V roce 2011 získala výroční autorskou cenu Nakladatelství Fragment. V roce 2022 byla za překlad německy psaného románu Jaroslava Rudiše Winterbergova poslední cesta nominována na ocenění Magnesia Litera. Recenzuje rovněž zajímavé německé knižní novinky pro internetový časopis iLiteratura.cz.
V roce 2019 vydává vlastní knihu  Život a jiné nesrovnalosti.

## Dílo

### Překlady
- milostný román Moniky Maron Animal triste (2005)
- román Feriduna Zaimogla Lásky žár (2009)
- knižní road movie Wolfganga Herrndorfa Čik (2012, Čestná listina IBBY[2] a Zlatá stuha[3])
- román z Pražského povstání Olgy Barényi Pražský tanec smrti (2012)
- román Timura Vermese Už je tady zas (2013, 2016) a stejnojmennou divadelní hru (2017)[9]
- příběh pro děti Michaela Stavariče Děvčátko s kosou (2015)
- román Joachima Meyerhoffa Kdy bude konečně zase všechno takové, jaké to nikdy nebylo (2015)
- vzpomínky Marie Jalowiczové Simonové Přežila jsem Hitlera (2016)
- román Benedicta Wellse Na konci samoty (2017)
- komiks Arna Jysche Babylon Berlín (2019)
- deník z internačního tábora Margarete Schellové Deník z Prahy 1945–1946 (2019)[10]
- rodinná sága na pozadí historických událostí Niny Haratischwiliové Osmý život (pro Brilku) (2020)
- politická fikce o řešení uprchlické otázky v Německu Timura Vermese Hladoví a sytí (2020)
- výjevy z rodinného života v roce 1938 Tomáše a Martina Welsových Sancta Familia (2020, překlad německy psaných částí)
- román o putování za zmizelou láskou a zemí Jaroslava Rudiše Winterbergova poslední cesta (2021)